# 美国大陆快运2574号班机空难
大陆快运航空2574号班机是由美国布莱特航空公司执飞，以大陆快运航空（大陆航空旗下短程通勤品牌）运营，由德克萨斯州的拉雷多国际机场飞往美国休斯顿喬治·布什洲際機場的美国国内航班。1991年9月11日，一架巴航工业EMB-120客机执飞该航班，在准备降落休斯顿时坠毁于德克萨斯州的科罗拉多县，机上14人全部罹难。
媒体声称最初有人观察到是机上的炸弹摧毁了飞机，但是后来美國國家運輸安全委員會（National Transportation Safety Board，简称NTSB）发现飞机水平尾翼部件缺少螺丝是造成此次事故的真正原因。

## 事故飞机与机组

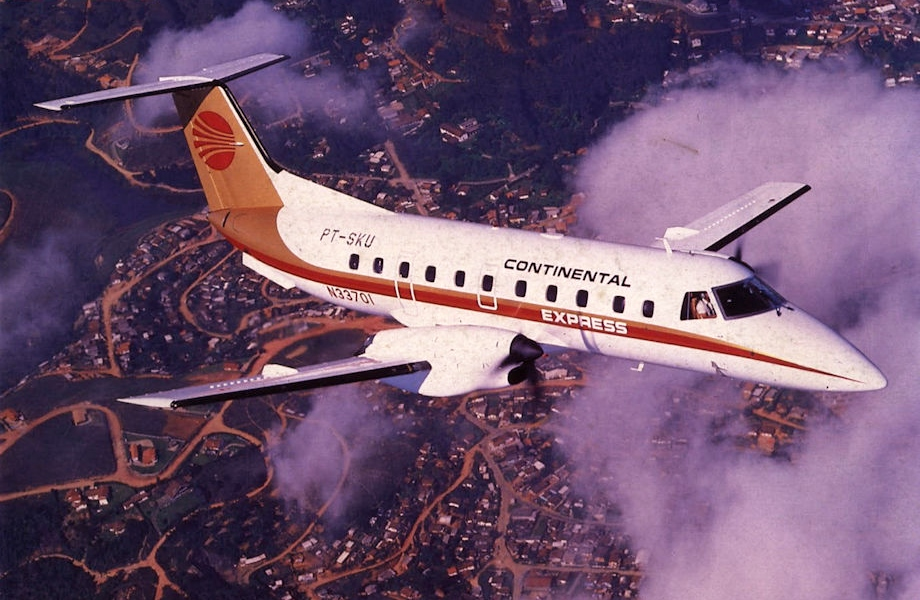
涉事的EMB-120于测试飞行中，摄于1989年

涉事的EMB-120飞机在事故时仅有三年的机龄。这架飞机制造于1988年，在事故时累积了10,009次飞行循环和7,229飞行小时。根据美国联邦航空局（Federal Aviation Administration，简称FAA）的记录，在这三年间此架飞机曾33次因计划外事件而送修。
三位机组人员分别为来自德克萨斯州金伍德（大休斯顿），29岁的机长布拉德·帕特里奇、来自休斯顿，43岁的副机长克林特·罗德斯维克，和来自德克萨斯州汉布尔的 33 岁空乘南希·里德。帕特里奇和罗多索维奇都是经验丰富的飞行员，他们分别拥有4,243小时和11,543小时的飞行经验（包括在EMB-120 巴西利亚上的2,468小时和1,066小时）。

## 事故
2574号班机于当地时间09:09从拉雷多国际机场起飞，按照联邦航空条例第135部分运营。正常起飞后，飞机被分配到FL250（25,000英尺（7,600 米））的巡航高度，然后重新分配到FL240（24,000 英尺（7,300 米））。09:54，机组人员按照休斯顿空中交通管制中心的指令，开始下降到9,000英尺（2,700 米）。大约 10:03，当飞机以260节（300英里/小时；480公里/小时）的指示空速下降到11,500英尺（3,500米）时，左水平尾翼的前缘与机体分离，造成飞机急剧俯冲。之后左机翼破裂并向内折，导致飞机绕轴滚动。从机翼逸出的燃油被点燃，而机上人员因高重力加速度而失去了意识，重力加速度至少达到了重力的3.375倍，这是由于受损的飞机剧烈振荡造成的。
飞机残骸掉落在得克萨斯州科罗拉多县的农场至市场路102号，距离德克萨斯州的鹰湖有7英里，距离休斯顿城区西部60英里。德克萨斯州公共安全部称，救援人员未有发现生还者。残骸主要分布有2平方英里，也有一些残骸散落至科罗拉多河。救援人员亦有在残骸处发现约有五十万美金（按照1991年的价值估计）的钻石，但与此次事故无关。

## 事故调查
美国国家运输安全委员会（National Transportation Safety Board，简称NTSB）的事故调查发现，水平安定面的螺栓在事发前夜的维护中曾被移除，然而由于工作人员的换班，左侧水平安定面的螺栓并没有被重新装上。次日，飞机失事。
委员会将事故的原因归咎为飞机维修人未严格遵适当的维修及质检步骤。委员会的调查还将联邦航空局的监督人员未能发现及验证维修过程是否符合标准列为事故发生的次要因素。这次事故后，联邦航空局组织了针对大陆连接航空公司飞机维护步骤的国家航空安全检查计划（简称NASIP）。检查发现了很少的安全系统及内部评估系统的缺失。委员会随后表达了担忧，认为是次检查计划并未能发现在工作班次轮换及其他于事故相关的缺失，并建议联邦航空局修改检查计划的详细过程。

## 可能的事故原因
委员会认为可能的事故原因是：
＂大陆连接航空的飞机维护人员及维护质量检查人员未能依照适当的维护及质检步骤对失事客机的水平安定面除冰套进行维护，最终导致航行过程中飞机突然失去了并未完全锁定的水平安定面前端，在此过程中立即导致飞机俯冲并失事。次要因素在于大陆连接航空的管理层未能确保飞机维护过程符合批准的维护方式，以及美国联邦航天局的监督人员未能发现及验证维修过程是否符合批准的维护方式。＂

## 事故对于航空安全的影响
根据麦什卡逖所述，大陆连接航空2574号班机空难是美国航空安全文化最戏剧化的转折点。当时在运输安全委员会担任委员的约翰·劳伯博士指出事故原因在于“大陆快运航空的管理层未有建立一种激励员工依照受批的维护及质检步骤的合作文化”（NTSB/AAR-92/04, 1992, 第54页, 亦被麦什卡逖引用）是次事故及其他类似原因引起的事故最终促成航空安全文化成为1997年美国国家交通安全峰会的主要议题。
这次事故也促成了在2000年生效的温德·福特航空投资和21世纪航空业改革法案。